# مکینتاش پاور

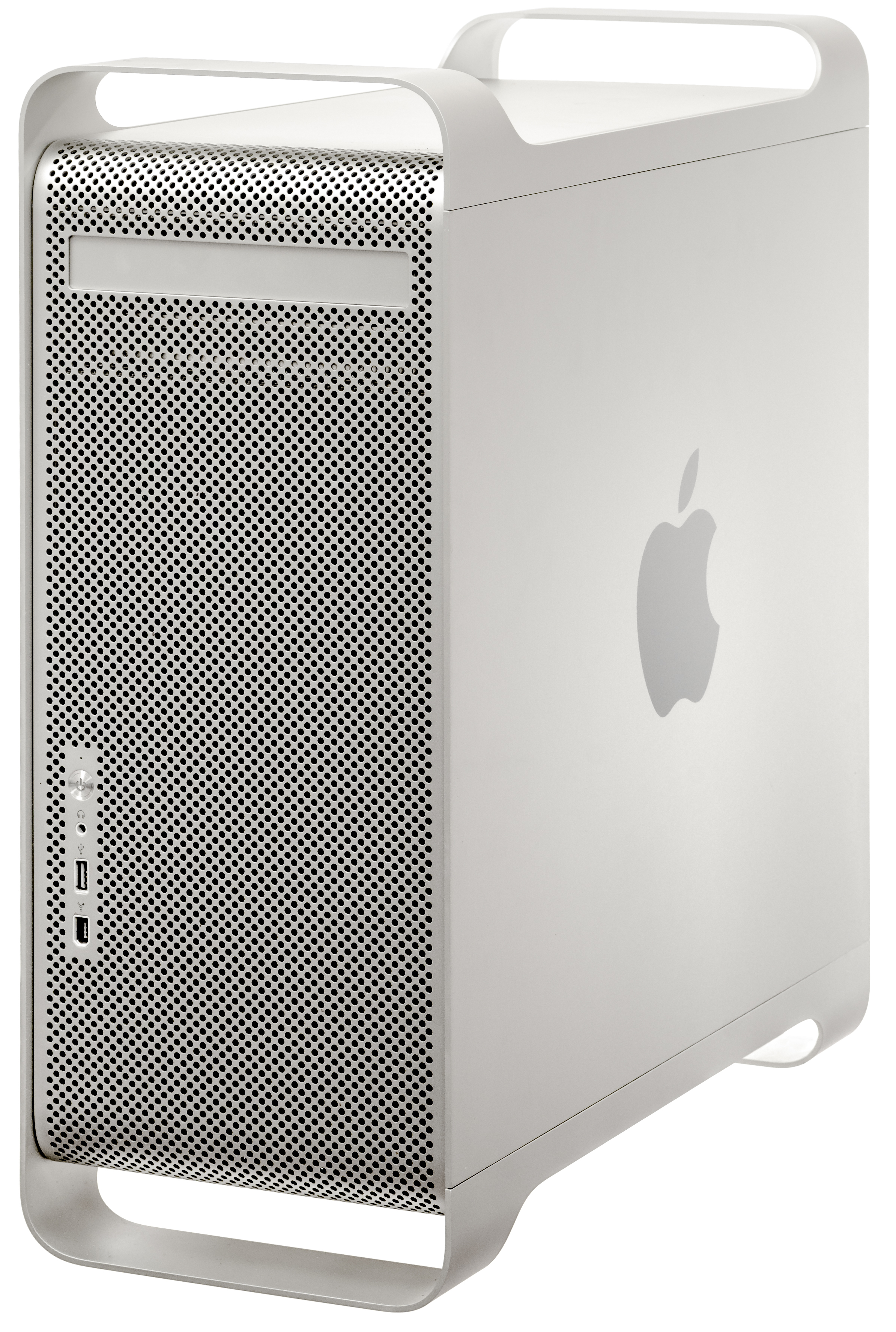
مک پاور G5، آخرین مدل این سری.

مکینتاش پاور (انگلیسی: Power Macintosh)، که بعداً با نام مک پاور عرضه شد، خانواده ای از رایانه‌های شخصی است که از مارس ۱۹۹۴ تا اوت ۲۰۰۶ توسط اپل کامپیوتر، به عنوان بخشی از مارک مکینتاش طراحی، تولید و فروخته می‌شود.
مجله MacWorld به عنوان "مهمترین تکامل فنی مکینتاش از زمان رونمایی Mac II در سال ۱۹۸۷" توصیف شد. مکینتاش پاور اولین رایانه اپل بود که از پردازنده پاور پی سی استفاده کرد. نرم‌افزار نوشته شده برای پردازنده‌های موتورولا ۶۸۰۳۰ و ۶۸۰۴۰ که تا آن زمان در مکینتاش استفاده می‌شد، به‌طور طبیعی بر روی PowerPC اجرا نمی‌شود، بنابراین یک شبیه‌ساز Mac 68k با سیستم ۷٫۱٫۲ همراه بود.
مکینتاش پاور جایگزین Quadra در مجموعه اپل شد و در ابتدا در همان محفظه‌ها فروخته شد. طی دوازده سال آینده، مکینتاش پاور پی در پی طرح‌های محفظه را تغییر داد. تغییر نام به «مک پاور»، پنج نسل اصلی تراشه‌های PowerPC از تغییرات دیگر هستند. مک پاور به عنوان بخشی از انتقال Mac به پردازنده‌های اینتل متوقف شد و جایگزین آن، مک پرو شد.

## تاریخچه

### (۱۹۸۸–۱۹۹۰)
اولین مدل‌های مکینتاش پاور در مارس ۱۹۹۴ منتشر شد، اما توسعه فناوری مکینتاش پاور به اواسط سال ۱۹۸۸ برمی گردد.
ژان لوئیس گاسی، رئیس بخش محصولات اپل، پروژه «جگوار» را با هدف ایجاد رایانه ای آغاز کرد که نه تنها سریعترین رایانه رومیزی بازار باشد، بلکه با گفتگو با رایانه نیز فرامین را می‌پذیرد.در ابتدا این تصور می‌شد که کلاً یک خط رایانه جدید باشد، نه یک مکینتاش، و تیم جگوار در ابتدا مستقل از تیم مکینتاش محسوب می‌شد. این جداسازی شامل توسعه سیستم عامل بود، با رنگ صورتی "Pink" که بستر جدیدی برای رایانه جدید بود. همچنین قرار نبود جگوار یک سیستم جریان اصلی با حجم بالا باشد. اولویت گاسی، همان‌طور که برای Macintosh IIfx آینده بود، ایجاد محصولی بود که در بازار ایستگاه‌های کاری پیشرفته رقابت کند، که قبلاً در توان اپل نبود. تصمیم برای استفاده از معماری RISC نمایانگر یک تغییر در صنعت کامپیوتر در ۱۹۸۷ و ۱۹۸۸ بود، جایی که سیستم‌های مبتنی بر RISC از سان مایکروسیستمز ،هیولت پاکارد و آی بی ام به‌طور قابل توجهی از عملکرد ارائه شده توسط سیستم‌های مبتنی بر موتورولا ۶۸۰۲۰ و ۶۸۰۳۰ پیشی گرفتند. مانند پردازنده و CPU‌های اینتل ۸۰۳۸۶ و ۸۰۴۸۶. در ابتدا، اپل وقت و تلاش زیادی را صرف تلاش در ایجاد CPU RISC خود در پروژه ای با کد "Aquarius" کرد، حتی تا جایی که یک ابر رایانه Cray-1 برای کمک به طراحی تراشه خریداری شد. این شرکت فاقد منابع مالی و تولیدی برای تولید یک محصول مفید بود و پروژه در سال ۱۹۸۹ لغو شد.
در اوایل سال ۱۹۹۰، اپل با تعدادی از فروشندگان RISC در تماس بود تا یک شریک سخت‌افزاری مناسب پیدا کند. تیمی که IIfx را به‌طور مستقل ایجاد کرده بود، آزمایش ایجاد یک محصول جدید مکینتاش را که ترکیبی از یک پردازنده موتورولا ۶۸۰۳۰ با تراشه ای ام دی Am29000 (29k) RISC است، آغاز کرد. اپل در حال حاضر یک محصول ساخته شده بر روی 29K به نام "مکینتاش کارت ۸ • 24 GC"را در اختیار داشت. مکینتاش جعبه ابزار شتاب‌دهنده کارت NuBus است. آزمایش این تیم منجر به شبیه‌ساز ۶۸۰۲۰ در RISC شد، اما پروژه 29k به دلیل عدم توانایی مالی در اواسط سال ۱۹۹۰ کنار گذاشته شد.
اپل در ابتدا پردازنده‌هایی از جمله پردازنده‌های MIPS Technologies، سان و Acorn Computers (پردازنده‌های RISC معماری ARM آنها که در آیفون ۱۹۹۳ اپل نیوتون، آی پاد ۲۰۰۱ و ۲۰۰۷ آیفون ۲۰۰۷ مورد استفاده قرار می‌گیرند) و همچنین i860 اینتل را مورد بررسی قرار داد. مذاکرات با سان شامل این شرط بود که سان از رابط مکینتاش برای رایانه‌های اسپارک خود استفاده کند و در ازای آن اپل از پردازنده‌های SPARC Sun در مکینتاش استفاده کند. این معامله به دلیل نگرانی اپل مبنی بر اینکه سان نمی‌تواند به اندازه کافی پردازنده تولید کند، لغو شد. مذاکرات با MIPS برای استفاده از پردازنده R4000 نیز شامل این شرط بود که رابط مکینتاش به عنوان جایگزینی برای Advanced Computing Environment در دسترس باشد. این معامله همچنین به دلیل شریک بودن مایکروسافت در کنسرسیوم ACE و همچنین نگرانی در مورد توانایی تولید بهم خورد. i860 اینتل به دلیل پیچیدگی زیاد از نظرات حذف شد. اپل پردازنده IBM POWER1 را به عنوان یک گزینه در نظر نگرفت، زیرا معتقد بود که IBM مایل به صدور مجوز برای اشخاص ثالث نیست.

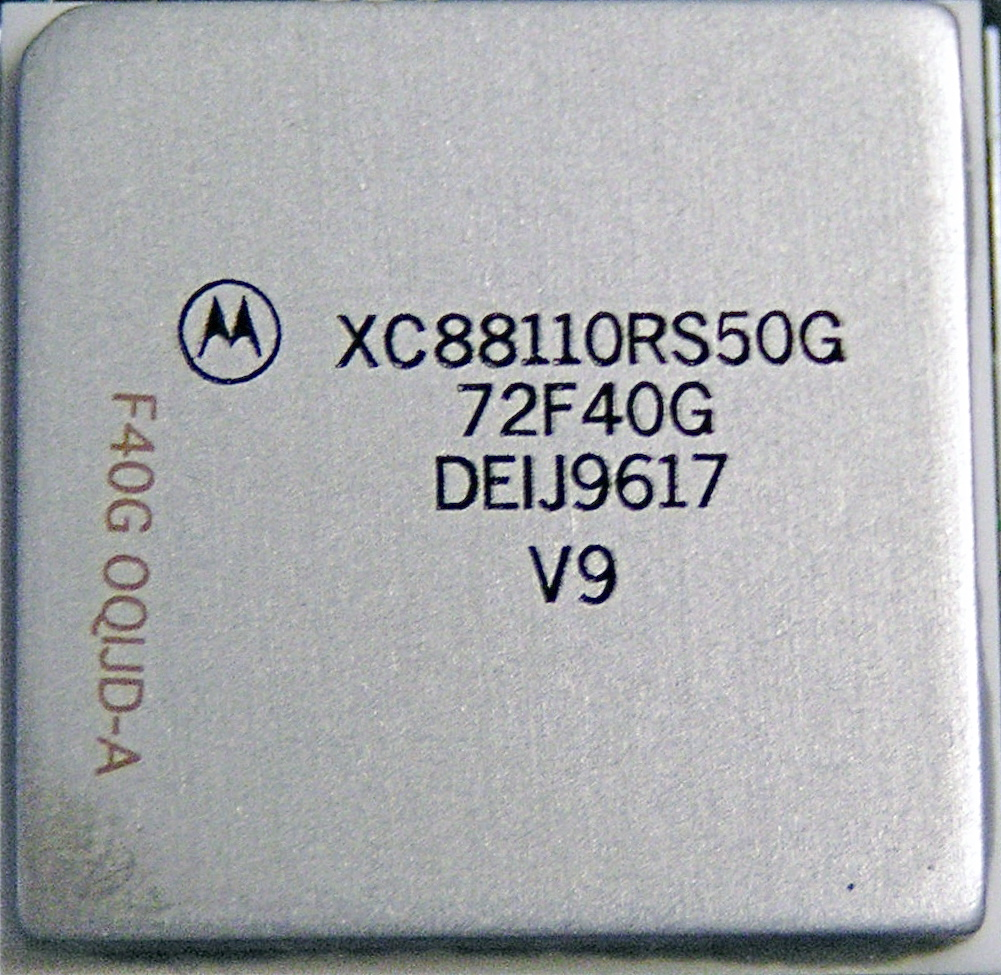
پردازنده موتورولا 88110 RISC

در اواسط سال ۱۹۹۰، اپل Motorola 88110 را انتخاب کرد، تراشه ای که هنوز ناتمام مانده و پردازنده ۸۸۱۰۰ و 88200 FPU را در یک بسته واحد قرار داده‌است. برای بقیه سال، مهندسان اپل یک شبیه‌ساز 68k تولید کردند که با این تراشه در آینده کار می‌کند. این پروژه با نام "RLC"، فرم کوتاه "RISC LC"، نمایشی با نام رایانه Macintosh LC آینده اپل شناخته شد. در ژانویه ۱۹۹۱، تیم مهندسی نمونه اولیه Macintosh LC را با پردازنده ۶۸۰۲۰ خود با یک شبیه‌ساز ۸۸۱۰۰ و ۶۸۰۲۰ تولید کردند. این نمونه اولیه قادر بود از ROM جعبه ابزار مکینتاش اصلاح نشده استفاده کند و می‌تواند در سیستم ۷ راه اندازی شود. چند ماه بعد، نمونه اولیه دوم با استفاده از یک مورد Macintosh IIsi با تراشه موتورولا ۸۸۱۰۰ که اکنون تکمیل شده‌است، ایجاد شد. 
در ابتدا جگوار در نظر گرفته نشده بود که یک سیستم جریان اصلی با حجم بالا باشد. در عوض، سیستم‌های RISC در بازار انبوه مدتی بعد دنبال می‌شوند. پس از آنکه گاسی اپل را در اوایل سال ۱۹۹۰ ترک کرد، هدف پروژه جگوار دوباره متمرکز شد تا به جای یک سیستم عامل جدید، یک سیستم اصلی مکینتاش باشد. این پروژه جگوار به تیم مکینتاش در اوایل سال ۱۹۹۱ سپرده شد. در حالی که پروژه جگوار هرگز به ثمر نرسید و Taligent هرگز در یک سیستم عامل عملکردی نتیجه نداد، بسیاری از عناصر در اصل توسط سخت‌افزار و نرم‌افزار جگوار توسعه پیدا کرد. محصولات در اواسط سال ۱۹۹۳ با نام Centris 660AV و Quadra 840AV به بازار عرضه شدند، از جمله صفحه کلید اپل، جئو پورت و PlainTalk. طراحی‌های جدید کیس ارائه شده با Centris 610 و Quadra 800 نیز از تیم جگوار بوده‌است.

### توسعه و مشارکت باای بی ام(۱۹۹۱–۱۹۹۳)
در اواسط سال ۱۹۹۱، نگرانی داخلی در اپل وجود داشت مبنی بر اینکه ۸۸۱۰۰ پردازنده صحیحی برای حرکت به جلو نیست زیرا هیچ تولیدکننده رایانه دیگری متعهد به استفاده از پردازنده نبوده‌است. استفاده از POWER IBM دوباره مورد توجه قرار گرفت، اما در آن زمان یک طراحی هفت تراشه بود، که از منظر هزینه مطلوب نبود. مهندسین بخشهای پیشرفته ایستگاه‌های کاری و سیستمهای اپل و ای بی ام در آستین تگزاس برای بحث در مورد ایجاد نسخه تک تراشه ای از معماری POWER1 RISC IBM گرد هم آمدند. موتورولا نیز به درخواست اپل حضور داشت. ای بی ام پیش از این در تلاش بود تا هزینه تولید سیستم‌های ایستگاه کاری RS / 6000 سطح ابتدایی خود را کاهش دهد، بنابراین روی چنین تراشه ای به نام RISC Single Chip (RSC) کار می‌کرد. در این جلسات، تعدادی تغییر در RSC پیشنهاد شد که باعث کاهش هزینه‌ها، مصرف کمتر انرژی و تولید بیشتر محصول مناسب برای هر دو محصول مکینتاش و RS / 6000 در آینده می‌شود.
در اوایل ماه ژوئیه، مدیران سه شرکت به توافق رسیدند که به‌طور رسمی در اکتبر به عموم اعلام شد. علاوه بر معماری جدید RISC که نام آن پاور پی سی بود، این " اتحاد AIM " چندین هدف داشت، از جمله ایجاد یک سیستم عامل مبتنی بر Pink، یک زبان برنامه‌نویسی شی گرا به نام ScriptX و یک مدیا پلیر کراس پلت فرم به نام Kaleida Media Player. در مورد این اتحاد، جان اسکالی گفت: "استراتژی مکینتاش در دهه ۱۹۸۰ برای ما بسیار خوب جواب داد، اما ما فکر نمی‌کردیم با استفاده از آن مدل در دهه ۱۹۹۰ بتوانیم نسل بعدی محاسبات را ایجاد کنیم. با کار با ای بی ام و در دسترس قرار دادن آن برای همه، می‌توان تأثیر بسیار گسترده تری نسبت به مکینتاش در این فناوری‌ها داشت. "
توسعه پاور ۶۰۱ تراشه آغاز شده در ماه اکتبر سال ۱۹۹۱ و در ۲۱ ماه به پایان رسید، از ماه ژوئیه سال ۱۹۹۳ وارد تولید انبوه شد. بسیاری از توسعه دهندگان برنامه‌های مکینتاش از این ماشین‌ها برای تولید درگاه‌های اولیه PowerPC محصولاتشان استفاده می‌کردند، زیرا ابزارهای توسعه PowerPC مبتنی بر مکینتاش آماده نبودند. پروژه‌های PowerPC 603 (که در کاهش مصرف برق متمرکز بود) و ۶۰۴ (که روی عملکرد بالا متمرکز بودند) نیز در همان زمان در حال انجام بودند.
در ژوئیه ۱۹۹۲، تصمیم گرفته شد که خواستار انتشار اولیه نرم‌افزار سیستم را کاهش دهد. اپل به جای تلاش برای ایجاد هسته ای کاملاً جدید، تولید نسخه ای از سیستم ۷ را متمرکز کرد که در آن بخشهایی از ROM موجود در جعبه ابزار مکینتاش بازنویسی شده باشد تا از کد PowerPC بومی به جای تقلید از 680x0 استفاده شود. این امر باعث افزایش قابل توجه عملکرد برای برخی از قسمتهای بسیار مورد استفاده سیستم عامل، به ویژه QuickDraw شد.
اولین نمایش عمومی مکینتاش پاور جدید — در واقع، نمونه اولیه Power Macintosh 6100 – در یک جلسه فروش اپل در هاوایی در اکتبر ۱۹۹۲ بود. نسخه آزمایشی با موفقیت همراه بود و در ماه‌های بعدی، طرح محصول شامل سه مدل شد: سطح ابتدایی ۶۱۰۰، میان رده ۷۱۰۰ که در قاب دسک تاپ Macintosh IIvx قرار دارد و مدل پیشرفته ۸۱۰۰ مبتنی بر جعبه برج کوچک کوادرا ۸۰۰. چهارمین پروژه، کارت ارتقا پردازنده مکینتاش، در ژوئیه سال ۱۹۹۳ با هدف ارائه یک راهکار مستقیم ارتقا به دارندگان رایانه‌های مکینتاش مستقر در Centris و Quadra آغاز شد. :۲۳ اهمیت این امر به ویژه برای کوادرا ۷۰۰، ۹۰۰ و ۹۵۰ که قرار نبود جایگزینی کامل برد منطقی دریافت کنند، قابل توجه بود. رایانه‌های به روز شده با این مد، نام‌های جدیدی مانند "Power Macintosh Q650" و "Power Macintosh 900" دریافت کردند.

### انتشار و بازخورد (۱۹۹۴–۱۹۹۵)

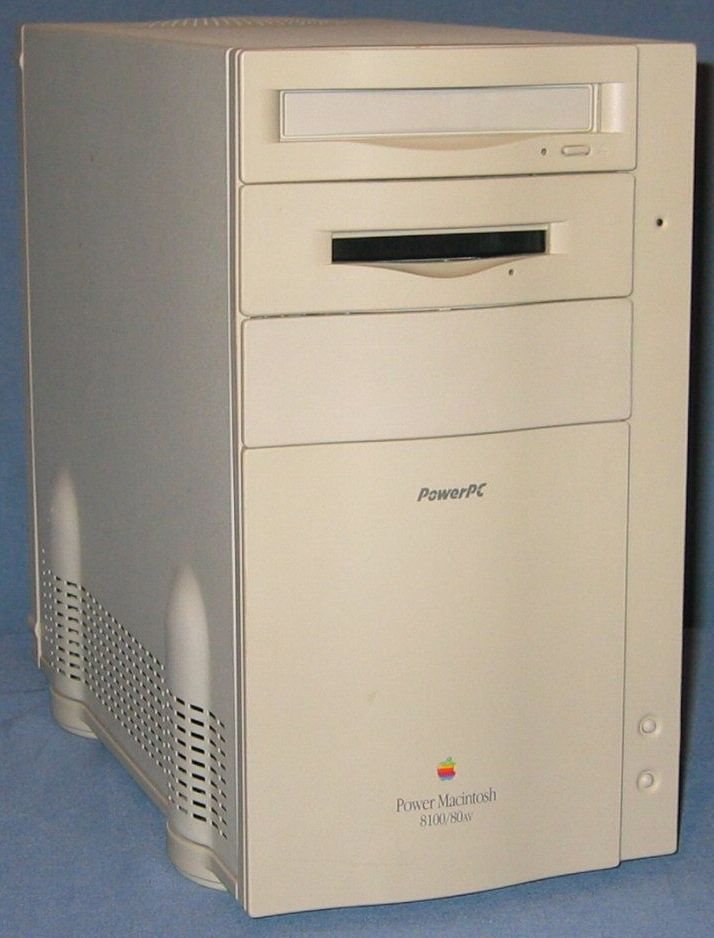
نمای جلوی مکینتاش پاور 8100 / 80AV، قدرتمندترین نسل اول مکینتاش پاور.

برنامه اصلی این بود که اولین دستگاه مکینتاش پاور در ۲۴ ژانویه ۱۹۹۴، دقیقاً ده سال پس از عرضه اولین مکینتاش منتشر شود. یان دییری، که در آن زمان مدیر کلیپین و مدیر کل بخش شخصی رایانه بود، تاریخ انتشار را به ۱۴ مارس منتقل کرد تا وقت کافی برای تولید داشته باشد. اپل به‌طور معمول بسته‌های بروزرسانی را ماه‌ها پس از معرفی مکینتاش جدید منتشر کرده بود.
مکینتاش پاور در ۱۴ مارس به‌طور رسمی در مرکز هنرهای نمایشی لینکلن در منهتن معرفی شد. پیش خرید مدل‌های جدید مکینتاش پاور سریع بود، به طوری که ۱۵۰٬۰۰۰ دستگاه اعلام شده تا آن تاریخ فروخته شده‌است. در بررسی MacWorld از ۶۱۰۰/۶۰ اشاره شده‌است که «نه تنها اپل سرانجام عملکردی را که حدود ۸ سال پیش با حضور رایانه‌های شخصی با استفاده از پردازنده مرکزی ۸۰۳۸۶ اینتل از دست نداد، بلکه بدست آورد، اما بسیار جلوتر است.» عملکرد نرم‌افزار 680x0 به دلیل لایه شبیه‌سازی کندتر است، اما معیارهای MacWorld عملکرد CPU، دیسک، فیلم و نقطه شناور به مراتب سریعتر از Quadra 610 را که جایگزین شده‌است نشان می‌دهد. تا ژانویه ۱۹۹۵، اپل ۱ میلیون سیستم مکینتاش پاور فروخت.
نسخه‌های پر سرعت خط مکینتاش پاور در ابتدای سال ۱۹۹۵ و پس از آن در ماه آوریل اولین مدل‌های PowerPC 603 معرفی شدند: اولین مدل به نام مکینتاش پاور 5200 LC و جایگزینی برای Quadra 630 به نام Power مکینتاش ۶۲۰۰. انواع عملکردی این دستگاه‌ها نیز فروخته شد، و ادامه مارک تجاری دیگر مدل‌های مکینتاش برای فروش در فروشگاه‌های بزرگ و خرده فروشی‌های الکترونیکی جعبه بزرگ را ادامه داد. در حالی که 5200 LC به دلیل طراحی، عملکرد و هزینه آن مورد استقبال خوب منتقدان قرار گرفت، هم آن و هم ۶۲۰۰ از مشکلات پایداری رنج می‌بردند (و در مورد ۵۲۰۰، مشکلات نمایشگر نیز وجود دارد) که فقط با آوردن برای تعویض قطعات به نمایندگی اپل مراجعه کنید.
در اواسط سال ۱۹۹۵، خط نوظهور مکینتاش پاور تقریباً تمام خطوط قبلی مکینتاش را جایگزین کرد، فقط مدل‌های پیشرفته Quadra 950 و دو مدل آموزشی ارزان قیمت (مکینتاش LC 580 و دسکتاپ LC 630) در خط تولید باقی ماند. بازار رقابتی «کارتهای شتاب دهنده» که برای سیستمهای قبلی مکینتاش وجود داشته‌است، به دلیل قیمت نسبتاً پایین کارت ارتقا پردازنده مکینتاش اپل (۶۰۰ دلار آمریکا) تا حد زیادی ناپدید شد. DayStar Digital کارت‌های ارتقا را برای مدل‌های IIci و مدل‌های مختلف Quadra فروخت و جایگزینی مادربردهای کامل نیز از اپل در دسترس بود. کلون‌های مکینتاش از شرکت‌هایی مانند DayStar Digital و Power Computing نیز در این زمان به بازار آمدند و قیمت اپل را با کاهش قیمت مواجه کردند.

### انتقال به سخت‌افزار استاندارد شده (۱۹۹۵–۱۹۹۹)

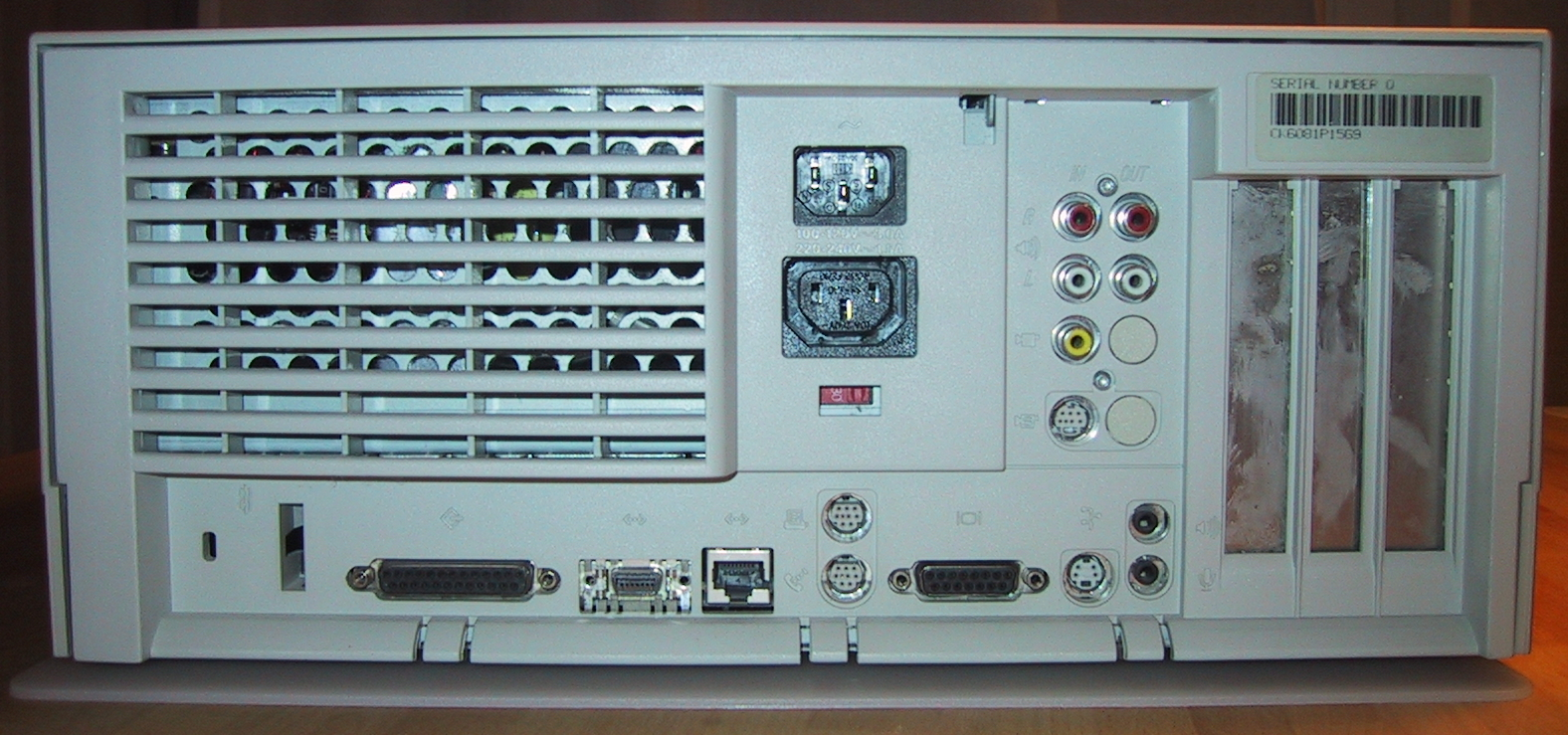
نمای پشت مکینتاش پاور 7500/100.

هنگامی که مکینتاش پاور معرفی شد، همان اتصالات داخلی و خارجی داخلی سایر مدلهای مکینتاش را شامل می‌شود، که همه آنها (صرفه جویی در ورودی و خروجی صدا) کاملاً اختصاصی بوده یا بیشتر به کامپیوترهای اپل اختصاص دارد. طی پنج سال بعد، اپل جایگزین همه این درگاه‌ها با اتصالات استاندارد جایگزین کرد.
اولین نسل مکینتاش پاور با NuBus ساخته شده بود، اما در پایان سال ۱۹۹۳ مشخص شد که گذرگاه PCI اینتل به قطعه گسترده‌ای تبدیل خواهد شد. موقعیت اپل به عنوان یک پخش کننده نسبتاً کوچک در بازار رایانه‌های شخصی بزرگتر به این معنی بود که تعداد کمی از سازندگان دستگاه در ایجاد نسخه‌های سازگار با NuBus و PCI کارت‌های خود سرمایه‌گذاری می‌کنند. اولین سیستم مبتنی بر PCI قدرت برتر مکینتاش ۹۵۰۰ بود که در مه ۱۹۹۵ معرفی شد. اندکی پس از آن با معرفی خط "Power Surge" از سیستم‌های نسل دوم مکینتاش پاور - مکینتاش پاور ۷۲۰۰، ۷۵۰۰ و ۸۵۰۰ دنبال شد. ۸۵۰۰ و ۹۵۰۰ در حدود PowerPC 604 جدید ساخته شده‌اند و از ۱۲۰ شروع می کنندمگاهرتز بررسی اینفو ورلد از ۸۵۰۰ بهبود سرعت در "مجموعه برنامه‌های تجاری" خود را از ۱۰ دقیقه با ۸۱۰۰/۱۰۰ به ۷:۳۷ برای ۸۵۰۰/۱۲۰ بهبود بخشید. آنها همچنین اشاره کردند که ۸۵۰۰ به‌طور متوسط ۲۴ تا ۴۴ درصد سریعتر از تراشه اینتل پنتیوم با سرعت مشابه کار می‌کند و در کارهای گرافیکی و انتشار به دو برابر افزایش می‌یابد.
انتقال به PCI تا سال ۱۹۹۶ با معرفی مدلهای همه در یک ۵۴۰۰، دسکتاپ ۶۳۰۰/۱۶۰ (که معمولاً به عنوان Performa 6360 به فروش می‌رسید) و mini-tower 6400 ادامه یافت. موفقیت بازار کلون مکینتاش همچنین اپل را بر آن داشت تا ماشین ارزان قیمت خود را با استفاده از قطعات و تکنیک‌های تولید که در آن زمان هم در بازار کلون و هم در بازار دسک تاپ وینتل رایج بود، تولید کند. Power Macintosh 4400 (در آسیا و استرالیا به عنوان ۷۲۲۰ فروخته می‌شود) برای داخلی‌های مورد خود به جای پلاستیک، از ورق فلز خمیده استفاده می‌کرد و دارای منبع تغذیه استاندارد ATX بود.
در کنار انتقال به PCI، اپل انتقال تدریجی را از هارد دیسک‌های SCSI به IDE به عنوان یک اقدام صرفه جویی در هزینه، هم برای خود و هم برای کاربرانی که می‌خواستند هارد دیسک‌های خود را ارتقا دهند، آغاز کرد. مدل‌های پایین رده ۵۲۰۰ و ۶۲۰۰ برای اولین بار از درایوهای داخلی IDE استفاده کردند، اگرچه اتصال SCSI خارجی ۲۵ پین اختصاصی اپل باقی مانده‌است. مدل‌های بژ Power Macintosh G3 آخرین مدل‌هایی هستند که به‌طور استاندارد از درایوهای SCSI استفاده می‌کنند و آخرین مکینتاش بود که دارای اتصال خارجی SCSI بود. هنگامی که Power Macintosh G3 (آبی و سفید) در اوایل سال ۱۹۹۹ معرفی شد، دو درگاه FireWire 400 جایگزین این درگاه شد. Blue و White G3 همچنین آخرین مکینتاش بود که شامل پورت‌های Apple Desktop Bus می‌شود، فناوری اختصاصی ایجاد شده توسط استیو وزنیاک برای اتصال صفحه کلیدها، موش‌ها و دانگل‌های محافظ نرم‌افزاری مانند آنهایی که از آوید تکنولوژی استفاده می‌شود. دو پورت USB نیز در آن گنجانده شده بود و این تنها پورت مکینتاش است که شامل ADB و USB نیز می‌شود.
درگاه دیگری که در این مدت حذف شد، Apple Attachment Unit Interface است. این یک نسخه اختصاصی اتصال استاندارد رابط واحد استاندارد اترنت گسترده برای 10BASE5 اترنت بود که اپل برای جلوگیری از سردرگمی با کانکتور ۱۵ پینی که اپل برای اتصال نمایشگرهای خارجی استفاده کرده بود، ایجاد کرده بود. پورت AAUI برای اتصال به شبکه به یک فرستنده و گیرنده خارجی پر هزینه احتیاج داشت. در اوایل دهه ۱۹۹۰، صنعت شبکه در اطراف اتصال 10BASE-T در حال ادغام بود، و باعث شد اپل این پورت را در اواسط سال ۱۹۹۵ و با Power Macintosh 9500 در کنار AAUI قرار دهد. Power Macintosh G3 پورت AAUI را حذف کرد.
Power Mac G4 (AGP Graphics) در نیمه دوم سال ۱۹۹۹ منتشر شد. این اولین مکینتاش پاوری بود که فقط شامل گسترش داخلی و خارجی استاندارد بود. برای چندین سال پس از آن، تعدادی از اشخاص ثالث دانگل‌هایی را ایجاد کردند که سازگاری معکوس را برای کاربران سیستم‌های جدید مک پاور با سخت‌افزار قدیمی فراهم می‌کند. این شامل شرکت‌هایی مانند Griffin Technology , MacAlly Peripherals , Rose Electronics و بسیاری دیگر است. در برخی موارد، این شرکت‌ها آداپتورهایی را تولید می‌کنند که با طراحی زیبایی مک پاور مطابقت دارد.

### طراحی صنعتی و افسانه مگاهرتز (۱۹۹۹–۲۰۰۲)

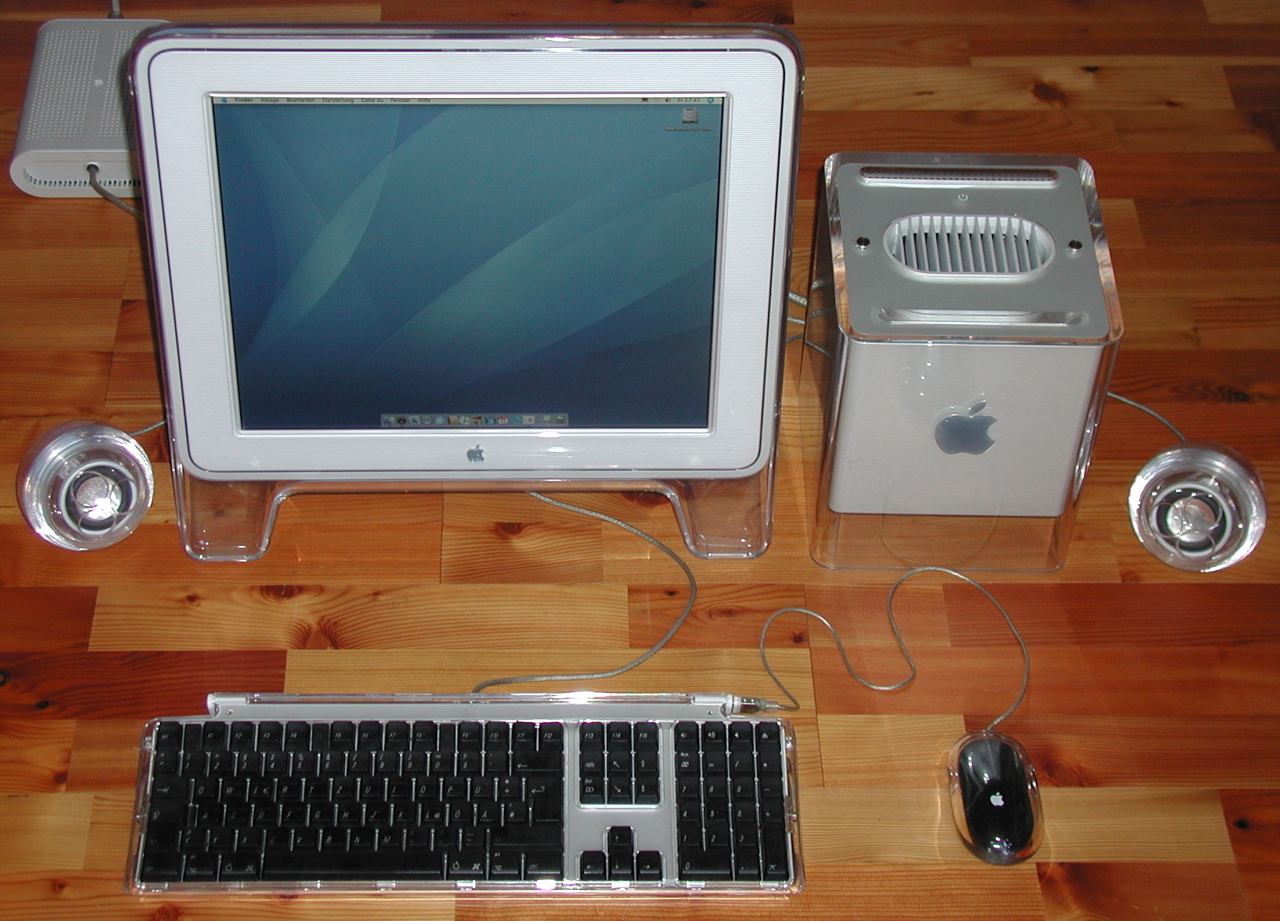
یک سیستم مکعبی مک پاور G4 کامل، شامل صفحه نمایش ۱۷ اینچی اپل استودیو، بلندگوهای هارمان کاردون، صفحه کلید و ماوس.

اندکی پس از بازگشت استیو جابز به اپل در سال ۱۹۹۷، جونی آیو به عنوان معاون ارشد طراحی صنعتی منصوب شد. با توجه به موفقیت حیاتی و تجاری iMac , Ive و تیم او یک طراحی کاملاً جدید برای مکینتاش پاور G3 ایجاد کردند که بسیاری از اصول زیبایی iMac (منحنی‌ها، پلاستیک‌های شفاف، استفاده از رنگ) را با سهولت ترکیب می‌کند. نتیجه این کار مکینتاش پاور G3 (آبی و سفید) بود، ماشینی که جایزه قابل توجهی از سوی بازرسان دریافت کرد، از جمله جایزه تعالی فنی مجله PC آنها نوشتند: "مک پاور سریع‌ترین دسترسی را به درون رایانه ای که تاکنون دیده‌ایم فراهم می‌کند." "فقط یک دستگیره را بلند کنید و یک در لولایی همه چیز را در داخل نشان می‌دهد." این طرح مورد با کد "El Capitan" در تمام طول عمر Power Mac G4 حفظ شد. معرفی مینی برج G3 آبی و سفید همچنین نشان دهنده پایان طراحی رومیزی و همه موارد در یک مورد مکینتاش پاور است که iMac جایگزین نمونه دوم می‌شود.
مدل دوم بنام مک پاور G4 مکعبی در سال ۲۰۰۰ معرفی شد که مشخصات یک میان برد مک پاور G4 را در مکعبی کمتر از ۹ "در هر محور قرار می‌داد. این مدل حدود یک سال قبل از توقف در فروش بود و موفقیت فروش محسوب نمی‌شد (۱۵۰٬۰۰۰ دستگاه فروخته شد، حدود یک سوم پیش‌بینی‌های اپل)، اما طراحی متمایز رایانه و هارمن همراه آن بود سخنرانان کاردون موزه هنر مدرن در شهر نیویورک را ترغیب کردند تا آنها را در مجموعه خود نگه دارد.
تراشه‌های PowerPC در G3 و G4 به بخشی اصلی از مارک تجاری و بازاریابی اپل برای مکینتاش پاور تبدیل شدند. به عنوان مثال، آبی و سفید G3 دارای حروف "G3" در کنار آن است که به‌طور کامل یک سوم ارتفاع کل جعبه هستند، فاصله قابل توجهی با برچسب‌های کوچکی که معمولاً در رایانه‌های قبلی مکینتاش استفاده می‌شود. و هنگامی که Power Mac G4 معرفی شد، تبلیغات چاپی شامل عکسهایی از تراشه G4 بودند و دستورالعملهای AltiVec را با نام بازاریابی خود، "Velocity Engine" ذکر کردند. یکی از عناصر مرتبط با استراتژی بازاریابی اپل، به ویژه پس از اواسط سال ۲۰۰۱، برجسته کردن آنچه آنها " افسانه مگاهرتز " توصیف کردند، اعتقاد به این مسئله است که سرعت ساعت پردازنده با عملکرد ارتباط مستقیم دارد. این موضوع با معرفی پنتیوم ۴ اینتل که دارای نرخ کلاک قابل توجهی بالاتر از تراشه‌های رقیب سان، ای بی ام و ای ام دی است، اما بدون مزیت عملکرد مربوط به آن، اهمیت پیدا کرده بود.
ارائه‌های عمومی این شرکت - به ویژه Stevenotes - اغلب بخشهای طولانی با یک کامپیوتر Compaq یا دل پر قدرت را در یک سری معیارها و وظایف نوشتاری، معمولاً در ادوبی فتوشاپ، در برابر مکینتاش پاور قرار می‌دهند. این ارائه‌ها اغلب نشان می‌داد که مکینتاش پاور بهترین تراشه‌های پنتیوم اینتل را با حاشیه به میزان قابل توجهی بیش از ۵۰٪ نشان می‌دهد، اما معیارهای مستقل این موضوع را تأیید نمی‌کنند. جنیفر پلونکا ، منتقد InfoWorld گزارش داد کهG3 با سرعت ۴۰۰ مگاهرتز در تست مجموعه برنامه آفیس‌های ۱۱٪ کندتر از Pentium II-450 بود که در مقایسه با آن تفاوت داشت، در حالی که فتوشاپ ۵٫۰ با ۲۶٪ سرعت بیشتر بود. و در سال ۲۰۰۳، Maximum PC انواع معیارهای بازی، فتوشاپ و لایت ویو را اجرا کرد و گزارش داد که Dual 1.25 سیستم G4 گیگاهرتزی تقریباً نیمی از سرعت پردازنده دوگانه Intel Xeon Prestonia 2.8 با سیستم ۲٫۸ گیگاهرتز بود.یک انتقاد مرتبط از این زمان به سیستم‌های مک پاور، به ویژه G4 Mirrored Drive Doors، افزایش میزان نویز فن در مقایسه با سیستم‌های قدیمی بود.

### مک پاور G5 و پایان قدرت (۲۰۰۳–۲۰۰۶)
تا زمان معرفی مک پاور G5 در کنفرانس جهانی توسعه دهندگان اپل در ژوئیه ۲۰۰۳، محدوده دسکتاپ اپل از نظر عملکرد از رایانه‌های رقیب به مراتب عقب بود. G5 با انتقال به پردازنده PowerPC 970 با سرعت کلاک تا ۲٫۰ گیگاهرتز بیشتر این فاصله را برطرف کرد، و یک معماری کامل ۶۴ بیتی شد. همچنین یک طرح محفظه اصلاح شده قابل توجهی ارائه داد و جایگزین استفاده از پلاستیک‌ها با آلیاژ آلومینیوم آنودایز شد.
بررسی‌ها به‌طور کلی مثبت بودند. اینفوورلد G5 را "بهترین کار اپل" توصیف کرد و گفت: "نیاز فعلی به محاسبه‌های سریع، چند وظیفه ای عمیق و رابط کاربر پاسخگو را تأمین می‌کند" - همچنین نیاز آینده رایانه‌های رایج که به سرعت مجموعه داده‌های عظیم را پردازش و تحلیل می‌کند " مجله PC مجدداً جایزه بهترین عملکرد فنی را در سال ۲۰۰۳ به مک پاور G5 اعطا کرد. با این حال، وزن سنگین G5 (10 پوند بیشتر از Quicksilver Power مک G4 سال گذشته)، محدودیت گزینه‌های داخلی، مشکلات مربوط به حلقه زمین و سر و صدا در واحدهای منبع تغذیه مدل‌های تک پردازنده ، انتقادات قابل توجهی را نسبت به این محصول نشان داد. اپل همچنین به ادعاهای عملکرد بی اساس در مورد مک پاور جدید ادامه داد. این امر منجر به این شد که اداره استاندارد تبلیغات در انگلستان پس از آزمایش‌های مستقل انجام شده، ادعا استفاده از عبارت «سریعترین و قدرتمندترین رایانه شخصی جهان» برای توصیف مک پاور G5 منع کرد و این ادعا را نادرست تشخیص داد.
اعلام انتقال در اواسط سال ۲۰۰۵ انجام شد، اما نسل سوم سیستم‌های G5 در اواخر سال ۲۰۰۵ معرفی شد. از ویژگیهای بارز این نسل معرفی سیستم چهار هسته ای ۲٫۵گیگاهرتز بود. این نه تنها اولین رایانه اپل با چهار هسته پردازشی بود، بلکه اولین رایانه ای بود که به جای PCI-X برای گسترش داخلی از پی سی آی اکسپرس استفاده کرد. همچنین به یک اتصال برق IEC 60320 C19 نیاز داشت، که بیشتر از سخت‌افزار سرور قفسه ای بود، به جای اتصال استاندارد C13 که در رایانه‌های شخصی استفاده می‌شود.
پایان رسمی خط مکینتاش پاور در کنفرانس جهانی توسعه دهندگان در سال ۲۰۰۶ انجام شد، جایی که فیل شیلر جایگزین آن، مک پرو را معرفی کرد. طراحی محفظه G5 برای مک پرو حفظ شد و هفت سال دیگر همچنان مورد استفاده قرار گرفت و آن را در زمره طولانی‌ترین طرح‌های تاریخ اپل قرار داد.

## انواع
مدل‌های مکینتاش پاور را می‌توان به‌طور کلی به دو دسته طبقه‌بندی کرد، این بستگی به این دارد که آیا آنها قبل از اینکه اپل استراتژی محصول «چهار ربع» خود را در سال ۱۹۹۸ منتشر کند ، منتشر شد. قبل از معرفی مکینتاش پاور G3 (آبی و سفید) در سال ۱۹۹۹، اپل دستگاه‌های دارای برچسب مکینتاش پاور را در فاکتورهای مختلف حمل کرده بود که برخی از آنها از خطوط تولید قبل از PowerPC مانند 610 Quadra / Centris و IIvx حمل می‌شدند. این به استثنای مک پاور مکعبی G4 است که در ۲۰۰۰ و ۲۰۰۱ در استراتژی محصول جدید به یک مدل کاهش یافت.

### ۱۹۹۴–۱۹۹۷
اپل مدل‌های مکینتاش پاور را از این دوره پس از اولین مدل قبل از PowerPC Macintosh برای استفاده از فاکتور شکل خاص و به دنبال آن قدرت و سرعت پردازنده نامگذاری کرد. به عنوان مثال، مکینتاش پاور ۶۳۰۰/۱۲۰ از فاکتور شکل Quadra 630 استفاده می‌کند و دارای پردازنده 120 MHz است.
ماشین آلات با "AV" به نام خود نشان دهنده انواع مختلفی است که شامل قابلیت‌های صوتی و تصویری گسترده‌است.
ماشین آلات دارای "PC Compatible" به نام خود شامل یک کارت جداگانه با CPU سازگار با x86 است؛ بنابراین این مدل‌ها قادر به اجرای برنامه‌های MS-DOS و Microsoft Windows، به‌طور معمول ویندوز ۳٫۱ هستند.
ماشین‌هایی که "MP" به نام آنها دارند، نشانگر ماشین‌هایی هستند که شامل دو CPU هستند.
این مدل‌های اولیه دارای دو نسل مشخص بودند. نسل اول از پردازنده‌های PowerPC 601 و ۶۰۳ استفاده می‌کند و از اسلات‌های توسعه دهنده NuBus قدیمی استفاده می‌کند، در حالی که نسل دوم از تراشه‌های سریعتر 603e، ۶۰۴ و 604e و همچنین اسلات‌های توسعه PCI استاندارد صنعت استفاده می‌کند. نسل دوم نیز از Open Firmware استفاده می‌کند و به آنها امکان می‌دهد تا سیستم عامل‌های جایگزین (از جمله OS X از طریق XPostFacto) را با راحتی بیشتری بوت کنند، اگرچه استفاده از هک‌های مختلف هنوز لازم بود.

#### PM 4400

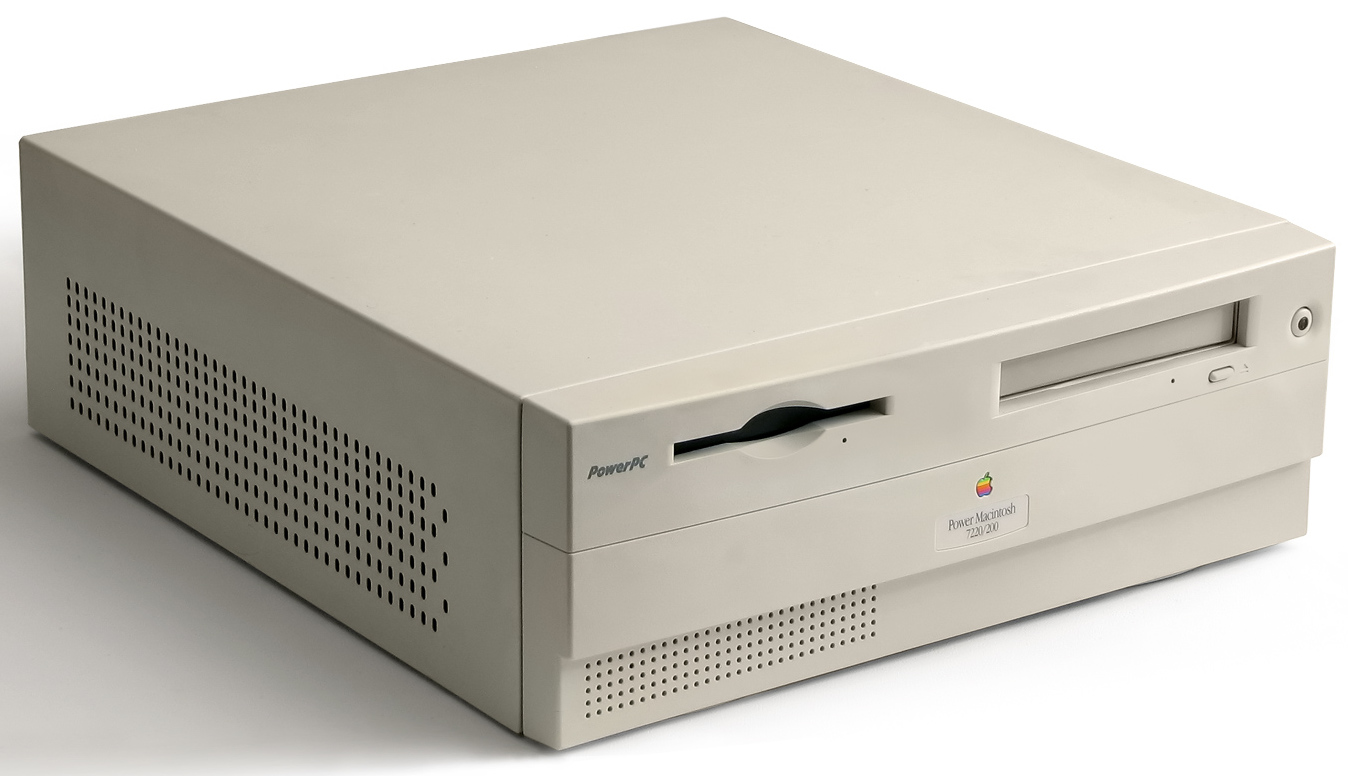
مکینتاش پاور ۷۲۲۰.

PM 4400 یک کیف دسک تاپ با ارتفاع ۵٫۴ اینچ، مناسب برای قرار دادن افقی با مانیتور در بالا.
- مکینتاش پاور ۴۴۰۰/۱۶۰، ۲۰۰، ۲۰۰ (سازگار با رایانه شخصی) (در برخی مناطق با عنوان مکینتاش پاور ۷۲۲۰ به بازار عرضه می‌شود)

#### PM 5200
PM 5200 یک فاکتور همه در یک با مشخصات و طراحی داخلی مشابه کوادرا ۶۳۰ است. در مجموع از این ماشین‌ها گاهی اوقات "سری Power Macintosh / Performa 5000" یاد می‌شود.
- مکینتاش پاور 5200/75 LC
- مکینتاش پاور ۵۲۶۰/۱۰۰، ۱۲۰
- مکینتاش پاور 5300/100 LC
- مکینتاش پاور ۵۴۰۰/۱۲۰، ۱۸۰، ۲۰۰
- مکینتاش پاور ۵۵۰۰/۲۲۵، ۲۵۰

#### Centris 610

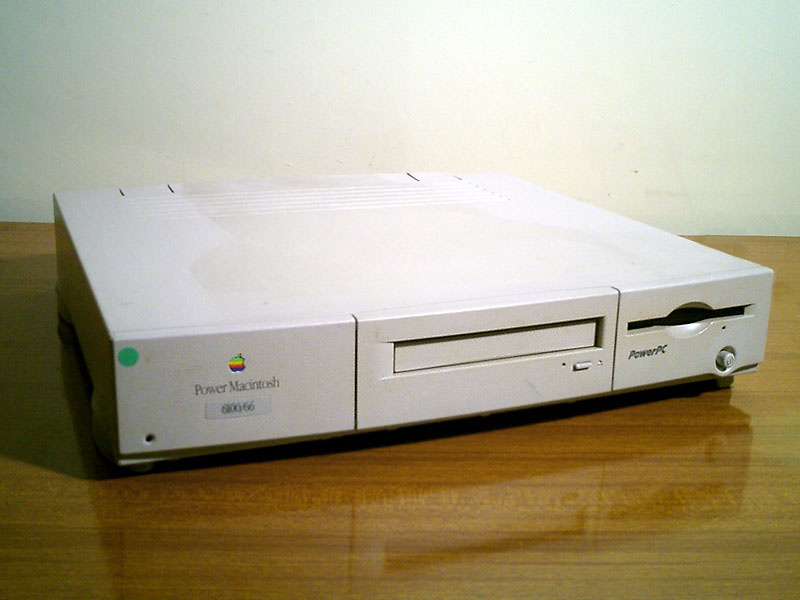
مکینتاش پاور ۶۱۰۰/۶۶، نسخه ای از اولین مکینتاش که از پردازنده PowerPC استفاده می‌کند.

فرم فاکتور Centris 610 یک طرح کم حجم «جعبه پیتزا» با ارتفاع ۳٫۴ اینچ که قرار است روی دسک تاپ با مانیتور در بالا قرار گیرد.
- مکینتاش پاور ۶۱۰۰/۶۰، 60AV، ۶۶، 66AV، ۶۶ (سازگار با DOS)

#### کوادرا ۶۳۰
فرم کوادرا ۶۳۰ یک طرح افقی با ارتفاع ۴٫۳ اینچ که برای قرار دادن یک مانیتور در بالا مناسب است.
- مکینتاش پاور ۶۲۰۰/۷۵
- مکینتاش پاور ۶۳۰۰/۱۲۰، ۱۶۰

#### Performa 6400
فرم فاکتور Performa 6400 یک طرح کوچک برج است، مناسب برای قرار گرفتن در کنار مانیتور.
- مکینتاش پاور ۶۴۰۰/۱۸۰، ۲۰۰
- مکینتاش پاور ۶۵۰۰/۲۲۵، ۲۵۰، ۲۷۵، ۳۰۰

#### IIvx

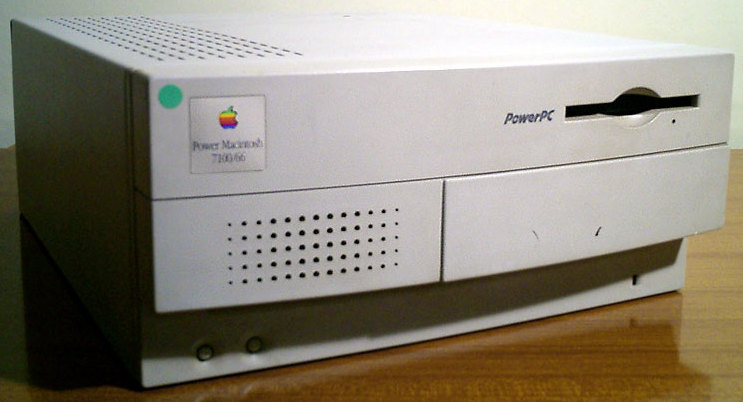
مکینتاش پاور ۷۱۰۰/۶۶.

فاکتور فرم IIvx یک فاکتور فرم دسک تاپ افقی گرا با ارتفاع ۶ اینچی، مناسب برای قرار دادن یک مانیتور در بالا است.
- مکینتاش پاور ۷۱۰۰/۶۶، 66AV، ۸۰، 80AV

#### PM 7500
فرم فاکتور PM 7500 یک طرح دسک تاپ افقی گرا با ارتفاع ۶٫۱۵ اینچ که برای قرار دادن یک مانیتور در بالا مناسب است.
- مکینتاش پاور ۷۲۰۰/۷۵، ۹۰، 120 (PC)، 200 (PC)
- مکینتاش پاور ۷۳۰۰/۱۶۶، 180 (PC)، ۲۰۰
- مکینتاش پاور ۷۵۰۰/۱۰۰
- مکینتاش پاور ۷۶۰۰/۱۲۰، ۱۳۲، ۲۰۰

#### کوادرا ۸۰۰
فرم فاکتور Quadra 800 یک طرح مینی برج است، با عرض ۷٫۷ اینچ.

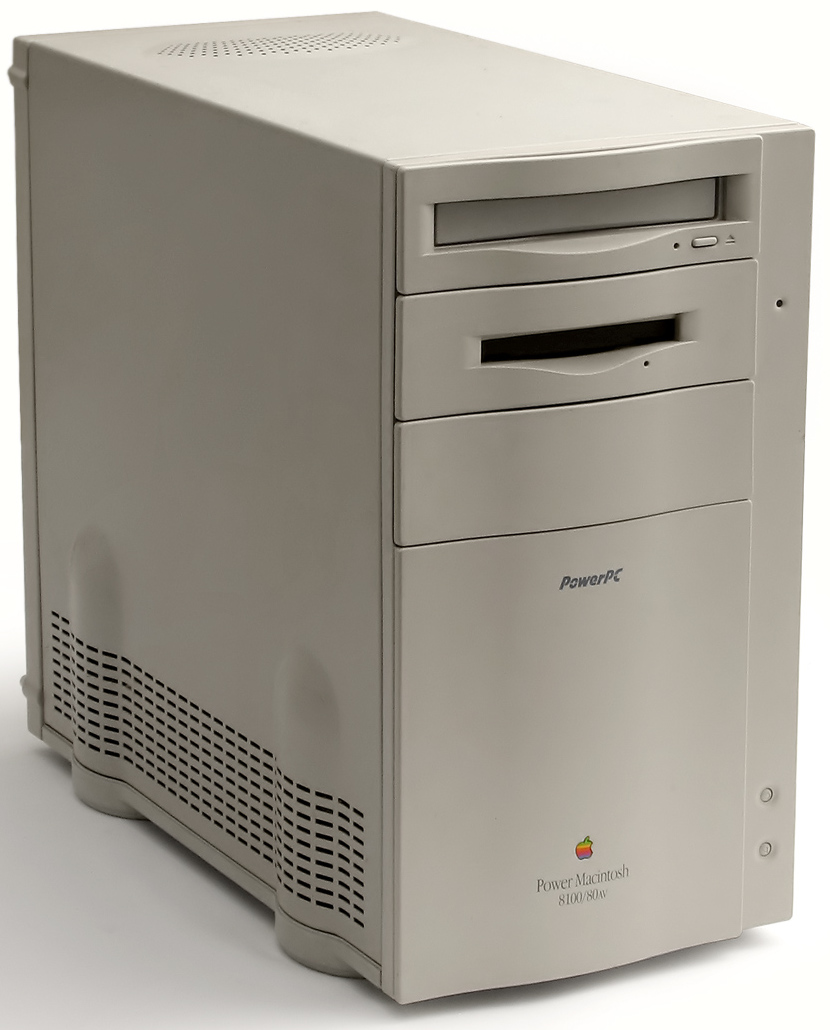
8100 / 80AV، اولین مکینتاش پاور بر اساس فاکتور شکل Quadra 800.

- مکینتاش پاور ۸۱۰۰/۸۰، 80AV، ۱۰۰، 100AV، ۱۱۰، 110AV
- مکینتاش پاور ۸۱۱۵/۱۱۰
- مکینتاش پاور ۸۲۰۰/۱۰۰، ۱۲۰
- مکینتاش پاور ۸۵۰۰/۱۲۰، ۱۳۲، ۱۵۰، ۱۸۰
- مکینتاش پاور ۸۵۱۵/۱۲۰

#### PM 9600
فرم فاکتور PM 9600 یک طرح مینی برج با عرض ۹٫۷ اینچ.
- مکینتاش پاور ۸۶۰۰/۲۰۰، ۲۵۰، ۳۰۰
- مکینتاش پاور ۹۵۰۰/۱۲۰، ۱۳۲، ۱۵۰، 180MP، ۲۰۰
- مکینتاش پاور ۹۵۱۵/۱۳۲
- مکینتاش پاور ۹۶۰۰/۲۰۰، 200MP، ۲۳۳، ۳۰۰، ۳۵۰

### ۱۹۹۷–۲۰۰۶
با شروع مکینتاش پاور G3، اپل نام محصول خود را تغییر داده و شامل تولید CPU PowerPC می‌شود، و سپس نام آن را در براکت‌ها می‌آورد. نام مک پاور G5 تغییر یافته و در آن بازه زمانی مدل عرضه شده‌است. مدل‌های همه در یک در نهایت به خط ای مک منتقل می‌شوند، در حالی که مدل‌های جمع و جور فاکتور به مک مینی منتقل شدند.
- مکینتاش پاور G3 (دسکتاپ، مینی تاور، همه در یک، آبی و سفید)
- مک پاور G4
- مک پاور مکعبی G4
- مک پاور G5 (اصلی، ژوئن ۲۰۰۴، اواخر ۲۰۰۴، اوایل ۲۰۰۵، اواخر ۲۰۰۵)

## نامگذاری
نام تجاری Power Mac برای رایانه‌های برجسته سبک اپل مورد استفاده قرار گرفت، که عمدتاً برای مشاغل و متخصصان خلاق هدف قرار گرفته بود، در تمایز نسبت به خط "iMac" جمع و جورتر آنها (که برای استفاده در منزل در نظر گرفته شده‌است) و خط "eMac" (برای آموزش بازارها) آنها معمولاً به جدیدترین فناوریهای اپل مجهز بودند و بالاترین قیمتها را در بین مدلهای رومیزی اپل داشتند. برخی از مدل‌های Power Mac G4 و G5 در تنظیمات پردازنده دوگانه ارائه شده‌اند.
قبل از تغییر نام Power Mac، برخی از مدل‌های Power Macintosh در غیر این صورت با خواهر و برادرهای با مارک تجاری ارزان قیمت خود که به عنوان Macintosh LC و Macintosh Performa و همچنین خطوط اختصاصی Apple Workgroup Server و Macintosh Server G3 & G4 به فروش می‌رسند، یکسان بودند. سایر خطوط گذشته مکینتاش که از پردازنده‌های PowerPC استفاده می‌کردند شامل PowerBook 5300 و مدلهای بعدی، iMac , iBook و Xserve و همچنین سرور شبکه اپل است که از نظر فنی مکینتاش نبود.

## تبلیغات و بازاریابی
اپل با یک کمپین تبلیغاتی متشکل از چندین تبلیغات تلویزیونی و تبلیغات چاپی، مکینتاش پاور را به عنوان یک رایانه شخصی پیشرفته با هدف تجارت و حرفه ای خلاق قرار داد. در تبلیغات تلویزیونی از شعار " آینده بهتر از آنچه انتظار داشتید " استفاده شده‌است، سه کامپیوتر اول مکینتاش پاور برای نمایش ویژگی‌های خاص مانند شبکه و سازگاری MS-DOS استفاده می‌شود.
در سال ۱۹۹۳ و ۱۹۹۴، یک کمپین تبلیغاتی تلویزیونی ایجاد شده توسط BBDO با شعار «این کار بیشتر است، هزینه کمتری دارد، به همین سادگی» پخش شد.